# Кэри, Генри, 4-й виконт Фолкленд
Генри Кэри, 4-й виконт Фолкленд (англ. Henry Cary, 4th Viscount Falkland; 1634 — 2 апреля 1663) — английский дворянин и политик, член Палаты общин с 1659 по 1663 год.

## Биография
Родился в 1634 году. Младший сын Люшиуса Кэри, 2-го виконта Фолкленда (1610—1643), и его жены Леттис Морисон (1610—1647), дочери сэра Ричарда Морисона из Тули-Парка, Лестершир.
27 сентября 1649 года после смерти своего неженатого старшего брата, Люшиуса Кэри, 3-го виконта Фолкленда (1632—1649), Генри Кэри унаследовал титулы 4-го виконта Фолкленда из Фолкленда, графство Файф (Пэрство Шотландии) и 4-го лорда Кэри (Пэрство Шотландии).
В 1650 году он совершил поездку во Францию. Генри Кэри, как и его отец и старший брат, симпатизировал роялистам, и в первые годы Междуцарствия его передвижения отслеживались Государственным советом Англии, но после того, как Уильям Локхарт, посланник протектора в Париже, оценил его, он больше не воспринимался как серьезная угроза новому учреждению.
В 1659 году Генри Кэри был избран членом парламента от Оксфордшира в Третьем парлменте протектората, где он выступал против признания Другой палаты. Во время второго периода Содружества он выступал против офицеров, отвечавших за Армию Новой Модели в Лондоне, и был арестован за участие в предполагаемом восстании роялистов 1659 года и отправлен в Тауэр. В феврале 1660 года он поддержал генерала Джорджа Монка, когда вместе с другими джентри Оксфордшира подписал декларацию, призывающую к свободному парламенту. В марте того же года он был назначен мировым судьей и комиссаром милиции Оксфордшира.
Генри Кэри был возвращен в качестве члена парламента от Оксфорда и Арундела и решил заседать от Оксфорда в парламенте Конвента. Он был активным членом этого парламента, поддерживая дело англикан и роялистов, и он был выбран в качестве одного из двенадцати членов, выбранных для посещения короля Карла II в Голландии и вернулся через Ла-Манш с королем. Пока Карл II был в Кентербери, Генри Кэри вернулся в Лондон, доставив письмо от короля в парламент.
В июне 1660 года, вскоре после Реставрации короля Карла II, Генри Кэри был произведен в полковники кавалерии и стал джентльменом тайной палаты. С тех пор и до своей внезапной смерти в 1663 году он был активен при дворе и на королевской службе. В 1661 году он был избран членом парламента от Оксфордшира в Парламенте кавалеров, а также занимал различные военные комиссии. Он поддерживал корону во время дебатов по законопроекту о милиции, который подтверждал полномочия короны над вооруженными силами, но был в немилости у некоторых при дворе из-за его горячо поддержанного Акта о единообразии, ясно показывающего его неприязнь как к католикам, так и к инакомыслящим, и не принимающего линию правительства о том, что следует проявлять толерантность. В 1661 году он был назначен полковником пехоты в гарнизоне Дюнкерка. В августе 1662 года он был избран в Палату общин Ирландии от Фора и провел там некоторое время, а в октябре 1662 года, после того как его полк был расформирован, он был назначен капитаном отряда кавалерии в Ирландии. В том же месяце он вернулся в Лондон, чтобы возобновить свою работу в комитетах Палаты общин.
Генри Кэри был автором пьесы «Брачная ночь». Сэмюэл Пипс написал в своем дневнике после просмотра пьесы: «своего рода трагедия, и некоторые вещи в ней очень хороши, но все вместе, я думаю, не очень» (Дневник Сэмюэля Пипса, 21 марта 1667 г.).
Генри Кэри скончался в возрасте около 29 лет и был похоронен в Грейт-Тью.

## Семья
14 апреля 1653 года в Блэк-Бертоне Генри Кэри женился на Рэйчел Хангерфорд (? — 24 февраля 1718), дочери политика и роялиста Энтони Хангерфорда из Блэкбуртона, Оксфордшир. У них был один сын:
- Энтони Кэри, 5-й виконт Фолкленд (15 февраля 1656 — 24 мая 1694).

После смерти своего мужа Рэйчел Хангерфорд в 1664 году вторично вышла замуж за сэра Джеймса Хейса (1637—1694).